# Sympiesis triclada
Sympiesis triclada är en stekelart som först beskrevs av Léon Abel Provancher 1887.  Sympiesis triclada ingår i släktet Sympiesis och familjen finglanssteklar. Inga underarter finns listade i Catalogue of Life.